# Elecciones municipales del Callao de 1998
Las elecciones municipales del Callao de 1998 se llevaron a cabo el 11 de octubre de 1998 para elegir al alcalde y al Concejo Provincial del Callao para el periodo 1999-2002. La elección se celebró simultáneamente con elecciones municipales en todo el país.

## Sistema electoral
La Municipalidad Provincial del Callao es el órgano administrativo y de gobierno de la provincia constitucional del Callao. Está compuesta por el alcalde y el Concejo Provincial.
La votación del alcalde y el concejo se realiza en base al sufragio universal, que comprende a todos los ciudadanos nacionales y no nacionales mayores de dieciocho años, empadronados y residentes en la provincia constitucional del Callao y en pleno goce de sus derechos políticos.
El Concejo Provincial del Callao está compuesto por 15 regidores elegidos por sufragio directo para un período de cuatro (4) años, en forma conjunta con la elección del alcalde (quien lo preside). La votación es por lista cerrada y bloqueada. Para que una lista sea proclamada ganadora debe obtener más del 20 % de los votos válidos; en caso ninguna lista logre ese porcentaje, los dos listas más votadas participan en una segunda vuelta o balotaje. Se asigna a la lista ganadora los escaños según el método d'Hondt o la mitad más uno, lo que más le favorezca.

## Composición del Concejo Provincial del Callao
La siguiente tabla muestra la composición del Concejo Provincial del Callao antes de las elecciones.
| Partidos | Partidos                            | Regidores |
| -------- | ----------------------------------- | --------- |
|          | Lista Independiente Chim Pum Callao | 12        |
|          | Cambio 90 - Nueva Mayoría           | 7         |

## Partidos y candidatos
A continuación se muestra una lista de los principales partidos y alianzas electorales que participaron en las elecciones:
| Candidatura | Candidatura | Partidos y alianzas                                | Candidatos | Candidatos                  | Ideología                                     | Resultado previo | Resultado previo | Ref. |
| Candidatura | Candidatura | Partidos y alianzas                                | Candidatos | Candidatos                  | Ideología                                     | Votos (%)        | Reg.             | Ref. |
| ----------- | ----------- | -------------------------------------------------- | ---------- | --------------------------- | --------------------------------------------- | ---------------- | ---------------- | ---- |
|             | VV          | Lista - Movimiento Independiente Vamos Vecino (VV) |            | Virginio Carranza Domínguez | Fujimorismo                                   | 36.85 %          | 7                |      |
|             | AP          | Lista - Acción Popular (AP)                        |            | Jorge Delgado Vivanco       | Humanismo Nacionalismo cívico Reformismo      | Nuevo            | Nuevo            |      |
|             | APRA        | Lista - Partido Aprista Peruano (APRA)             |            | Manuel Zevallos Carrasco    | Aprismo                                       | Nuevo            | Nuevo            |      |
|             | UPP         | Lista - Unión por el Perú (UPP)                    |            | José Alegría Campos         | Socioliberalismo Progresismo Socialdemocracia | Nuevo            | Nuevo            |      |
|             | IND         | Lista - Lista Independiente Chimpum - Callao       |            | Alexander Kouri Bumachar    | Localismo chalaco                             | Nuevo            | Nuevo            |      |
|             | IND         | Lista - Lista Independiente Conciencia Chalaca     |            | Kurt Woll Muller            | Localismo chalaco                             | Nuevo            | Nuevo            |      |

## Sondeos de opinión
Las siguientes tablas enumeran las estimaciones de la intención de voto en orden cronológico inverso, mostrando las más recientes primero y utilizando las fechas en las que se realizó el trabajo de campo de la encuesta. Cuando se desconocen las fechas del trabajo de campo, se proporciona la fecha de publicación.
Leyenda:
     Sondeo realizado en el periodo de prohibición legal de la difusión de sondeos de intención de voto.

### Intención de voto
La siguiente tabla enumera las estimaciones ponderadas (sin incluir votos en blanco y nulos) de la intención de voto.
|                                 |             |   |      |      |     |      |  |  |  |  |  |
| Elecciones municipales de 1998  | 11 oct 1998 | — | 67.2 | 15.9 | 6.0 | 51.3 |  |  |  |  |  |
|                                 |             |   |      |      |     |      |  |  |  |  |  |
| Apoyo Opinión y Mercado/América | 11 oct 1998 | ? | 70.0 | 13.0 | 8.0 | 57.0 |  |  |  |  |  |

## Resultados

### Sumario general
| |                                             |              |              |              |           |           |
| Partidos y coaliciones                                                                                        | Partidos y coaliciones                      | Voto popular | Voto popular | Voto popular | Regidores | Regidores |
| Partidos y coaliciones                                                                                        | Partidos y coaliciones                      | Votos        | %            | ±pp          | Total     | +/−       |
| | Lista Independiente Chimpum - Callao        | 213,399      | 67.24        | n/a          | 12        | +12       |
| | Movimiento Independiente Vamos Vecino (VV)1 | 50,520       | 15.92        | –20.93       | 2         | –5        |
| | Lista Independiente Conciencia Chalaca      | 19,153       | 6.03         | n/a          | 1         | +1        |
| | Partido Aprista Peruano (APRA)              | 16,141       | 5.09         | n/a          | 0         | ±0        |
| | Acción Popular (AP)                         | 10,225       | 3.22         | n/a          | 0         | ±0        |
| | Unión por el Perú (UPP)                     | 7,944        | 2.50         | Nuevo        | 0         | ±0        |
| |                                             |              |              |              |           |           |
| Total | Total                                       | 317,382      |              |              | 15        | –4        |
| |                                             |              |              |              |           |           |
| Votos válidos                                                                                                 | Votos válidos                               | 317,382      | 89.89        | –1.32        |           |           |
| Votos en blanco                                                                                               | Votos en blanco                             | 17,285       | 4.90         | –0.52        |           |           |
| Votos nulos                                                                                                   | Votos nulos                                 | 18,429       | 5.22         | +1.85        |           |           |
| Votos emitidos                                                                                                | Votos emitidos                              | 353,096      | 80.08        | +0.44        |           |           |
| Abstenciones                                                                                                  | Abstenciones                                | 87,855       | 19.92        | –0.44        |           |           |
| Votantes registrados                                                                                          | Votantes registrados                        | 440,951      |              |              |           |           |
| |                                             |              |              |              |           |           |
| Fuente: |                                             |              |              |              |           |           |
| Notas al pie: 1 Comparado con los resultados de Cambio 90 - Nueva Mayoría (C90–NM) en las elecciones de 1995. |                                             |              |              |              |           |           |
| Notas al pie:                                                                                                 |                                             |              |              |              |           |           |
| 1 Comparado con los resultados de Cambio 90 - Nueva Mayoría (C90–NM) en las elecciones de 1995.               |                                             |              |              |              |           |           |

## Elecciones municipales distritales

### Resultados por distrito
La siguiente tabla enumera el control de los distritos de la provincia del Callao. El cambio de mando de una organización política se resalta del color de ese partido.
| Distrito                   | Alcalde(sa) titular           | Partido político | Partido político          | Alcalde(sa) electo(a)     | Partido político | Partido político |
| -------------------------- | ----------------------------- | ---------------- | ------------------------- | ------------------------- | ---------------- | ---------------- |
| Bellavista                 | Guillermo Danessi Ardiles     |                  | Chim Pum Callao           | Juan Sotomayor García     |                  | Chimpum - Callao |
| Carmen de La Legua-Reynoso | Juan Gavilano Ramírez         |                  | Cambio 90 - Nueva Mayoría | Félix Moreno Caballero    |                  | Chimpum - Callao |
| La Perla                   | Guillermo Sánchez Delgado     |                  | Chim Pum Callao           | Víctor Albrecht Rodríguez |                  | Chimpum - Callao |
| La Punta                   | Benjamín Zevallos-Ortiz Drago |                  | Chim Pum Callao           | Pío Salazar Villarán      |                  | Chimpum - Callao |
| Ventanilla                 | Víctor Portilla Flores        |                  | Cambio 90 - Nueva Mayoría | Víctor Portilla Flores    |                  | Vamos Vecino     |